# Feit–Thompson-tétel
A Feit–Thompson-tétel a csoportelmélet nagy jelentőségű eredménye. Bár a tétel maga nagyon tömören megfogalmazható („minden páratlan rendű véges csoport feloldható”), a bizonyítás 254 oldalas, és a Pacific Journal of Mathematics teljes 1963-as őszi számát kitölti. A tétel Walter Feit és John G. Thompson közös munkája.
A Feit–Thompson-tétel, amely William Burnside egy 1911-es sejtését igazolja, alapvető szerepet játszik a véges csoportok elméletében. Lendületet és technikai eszközöket adott annak a munkának, amely végül a véges egyszerű csoportok osztályozásában csúcsosodott ki az 1980-as évek elején.